# Huck Seed
Huckleberry Seed (nascido em 30 de novembro de 1968) é um jogador de pôquer profissional norte-americano, vencedor do evento principal da World Series of Poker em 1996.

## Primeiros anos
Huck Seed cresceu na cidade de Corvallis, em Montana. Seu nome de registro, Huckleberry, é uma referência ao personagem-título do livro As Aventuras de Huckleberry Finn, de Mark Twain, de quem seu pai era fã. Quando jovem, Seed destacava-se em diversas atividades esportivas, particularmente basquete, tendo sido um dos principais jogadores da equipe da escola.
Tinha também grande facilidade com números, o que o levou a cursar Engenharia Elétrica no prestigiado Instituto de Tecnologia da Califórnia. No entanto, aos 21 anos decide abandonar o curso para jogar pôquer profissionalmente.

## Carreira no pôquer
Em 1994 venceu seu primeiro bracelete da World Series of Poker, na modalidade Pot Limit Omaha.
Em 1996 venceu o evento principal da WSOP, derrotando Bruce Van Horn no heads-up final e conquistando o prêmio de $1,000,000. Em 1999, novamente fez a mesa final do torneio, sendo eliminado em 6º lugar pelo vencedor Noel Furlong.
Nos anos seguintes viria a conquistar mais dois braceletes, ambos em Razz: em 2000, numa mesa final que incluía Men Nguyen e Chris Ferguson; e em 2003, numa mesa final com Phil Ivey, Ted Forrest e John Juanda.
Huck Seed também é reconhecido como um dos melhores jogadores de torneios de heads-up do mundo. Dentre suas conquistas, destaca-se o Canadian Open Poker Championship de 2008, no qual derrotou o canadense Brad Booth na final; e o prestigiado National Heads-Up Poker Championship de 2009, derrotando Vanessa Rousso na final e conquistando o prêmio principal de $500,000. Nesta competição, que teve início em 2005, Seed detém o melhor recorde geral, com dezoito vitórias e apenas quatro derrotas.

## Braceletes da World Series of Poker
| Ano  | Preço de Inscrição (Buy-in) | Evento                              | Prêmio (US$) |
| ---- | --------------------------- | ----------------------------------- | ------------ |
| 1994 | $2,500                      | Pot Limit Omaha                     | $167,000     |
| 1996 | $10,000                     | No Limit Hold'em World Championship | $1,000,000   |
| 2000 | $1,500                      | Razz                                | $77,400      |
| 2003 | $5,000                      | Razz                                | $71,500      |

## Curiosidades
- É bastante conhecido no meio por suas apostas contra outros jogadores (chamadas de proposition bets); em uma delas, apostou $50,000 com Phil Hellmuth de que conseguiria ficar no oceano, com água até os ombros, por 18 horas seguidas. Seed resistiu por apenas três horas.[4]